# Sognesjøen

Sognesjøen er den yderste del af Sognefjorden som ligger mellem Fedje og Gulen i sydøst og Solund mod nordvest. Fjordstykket har en længde på omtrent 35 kilometer og strækker sig fra holmene Storesvalene nord for Holmengrå Fyr og ind til Tollesundet ved kommunegrænsen til Hyllestad. Her starter Sognefjorden. Begge sider af Sognesjøen er præget af mange øer og holme, med vigtige bestande af havfugle og to beskyttede mose- og vådområder. 
Sognesjøen er 200 -1.300 meter dyb, dybest i vest og nord. Den har fjordvand i det øvre lag, kystvand i det midterste lag, og atlantisk havvand i de dybere vandlag under 150 meters dybde. Nord på øen Hille i Gulen ligger Sognesjøen havforskningsstasjon, en af otte faste stationer under Havforskningsinstituttet. Her måles temperatur og salinitet i forskellige dybdelag hveranden uge. Overfladetemperaturen er typisk ca. 5°C om vinteren og 18°C om sommeren. Saltholdigheden er højest om vinteren på grund af lidt nedbør og ferskvandsafløb veksler temperaturen i overfladen mellem 28 og 32 grader. I atlantiske lag under 150 meter er temperaturen konstant 7°C og saliniteten er 35.

## Geografi
På nordvestsiden i Solund  kommune ligger Nautøyna, helt i vest de beskyttede øgrupper Indrevær og Utvær med Utvær Fyr – Norges vestligste. Indenfor disse øgrupper går Straumsfjorden nordover og afgrænses i øst af Ytre Sula og de andre store øer i Solund: Steinsundøy, Nesøyna, Sula og Losna. Mellem Ytre Sula og Steinsundøya ligger ytre Steinsund, mens indre Steinsund ligger mellem Steinsundøya og Sula. Nessefjorden strækker sig nordover mellem Nesøyna og Sula, mens Krakehellesundet strækker sig nordover mellem Sula og Losna til Tollesundet og videre til Åfjorden.
På sydøstsiden i Gulen  kommune er de største øer Hille og Hisarøyna. På sydsiden af Hiserøyna er udløbet af Gulafjorden som har indløb mellem alle øerne og holmene og dominerer Gulen kommune østover. Helt mod syd i Sognesjøen ligger øgruppen Vassøyane og skaber en havbugt fra Sogneoksen og indover som kaldes Djuposen.